# Apiosordaria otanii
Apiosordaria otanii är en svampart som beskrevs av Udagawa 1990. Apiosordaria otanii ingår i släktet Apiosordaria och familjen Lasiosphaeriaceae.   Inga underarter finns listade i Catalogue of Life.